# Pompes funèbres

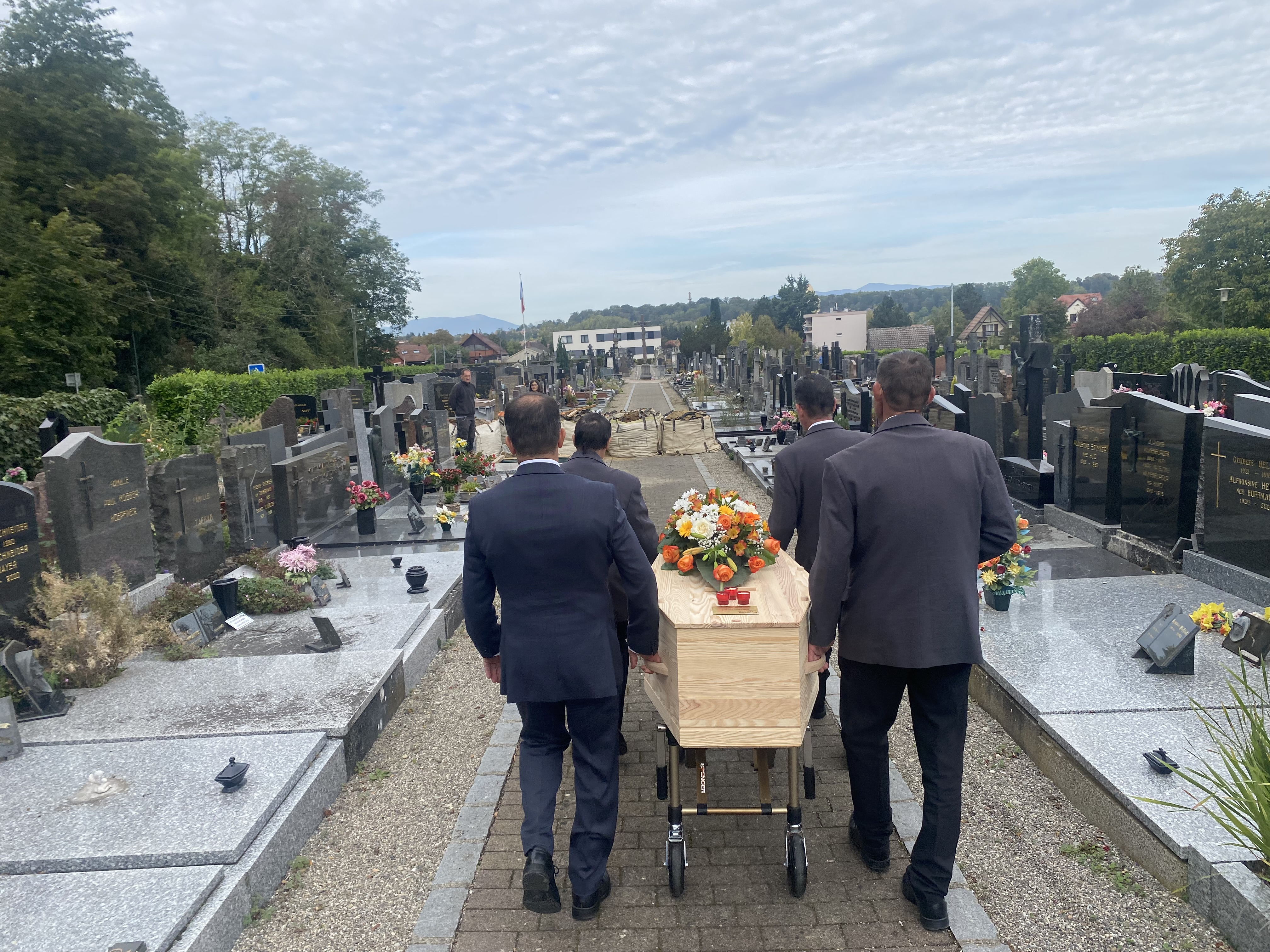
Employés des pompes funèbres transportent le cercueil en vue de l'inhumation.

Les pompes funèbres sont des entreprises chargées de l'organisation des obsèques d'une personne décédée.
Lorsqu'un décès survient, les proches du défunt font appel à une entreprise de services funéraires, qui va définir et organiser avec eux les obsèques (inhumation ou crémation), le choix du modèle de cercueil, la date des funérailles, le lieu de culte éventuel, etc. 
Les entreprises de pompes funèbres peuvent être publique (en général un service de la mairie) ou bien une entreprise privée. 

## Éléments historiques

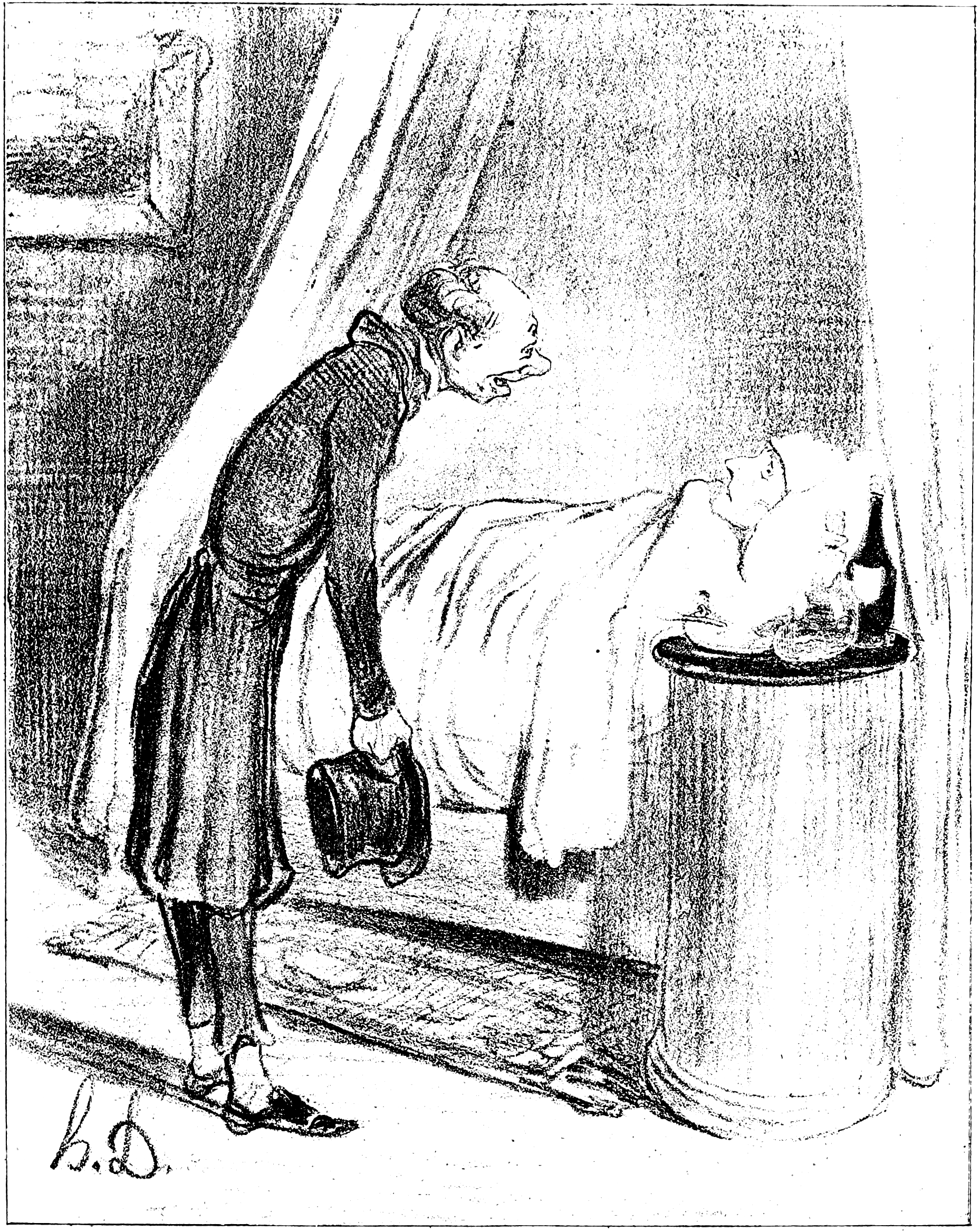
Agent des pompes funèbres vu par Daumier
— Pardon, monsieur, je suis courtier de commerce, attaché aux pompes funèbres et je venais voir… si monsieur…

En France, sous l'Ancien Régime, Louis XIV, pour financer la guerre de Succession d'Espagne, institue par les édits de janvier 1690 et décembre 1694 des offices de juré-crieur (dits parfois d'enterrement) dans chaque ville du royaume. Ces offices sont achetés par des hôpitaux, notamment des hôtels-dieu qui détiennent le monopole des pompes funèbres dans les villes tandis que ce service est assuré par des confréries dans les villages. La loi du 28 décembre 1904 laïcise les inhumations en confiant le monopole du service extérieur des pompes funèbres aux communes.

## La profession
Le secteur des pompes funèbres recouvre plusieurs métiers.

### Assistant/Conseiller funéraire
L’assistant/conseiller reçoit, conseille la famille et organise les obsèques en fonction des souhaits du défunt. Il coordonne le déroulement des funérailles auprès des mairies, église, cimetière et/ou crématorium.
Un assistant/conseiller funéraire doit suivre une formation sanctionnée d'un diplôme d'État de niveau VI[réf. nécessaire] obligatoire de 140 heures, abordant les domaines de la législation et la réglementation funéraire, la psychologie du deuil et les pratiques des différents rites funéraires. Il existe un Certificat de Qualification Professionnel (CQP) d'assistant funéraire délivré, après examen, aux assistants/conseillers funéraires qui répondent aux critères de professionnalisation définis par la branche. Il est obligatoire depuis 2013.

### Maître de cérémonie
Le maître de cérémonie est responsable de l'ensemble de la cérémonie des obsèques et est chargé d'animer celle-ci.
Au cours des différentes étapes des obsèques (présentation, église, mairie, crématorium, cimetière, etc.), il accompagne la famille et garantit l'accomplissement des souhaits du défunt et des proches. Il veille également à ce que l'hommage rendu au défunt se déroule dans les meilleures conditions.
Pour devenir maître de cérémonie, il est nécessaire (décret no 2012-608 du 30 avril 2012) de suivre une formation diplômante de 70 heures, suivie d'un stage pratique de 70 heures et d'un examen.

### Porteur
Une fois le cercueil choisi par la famille, le porteur doit le préparer. Il l'habille d'un capiton, puis appose sur le couvercle une plaque d'identité ainsi que tout symbole, religieux ou non, souhaité par la famille.
Le jour des obsèques, il effectue la mise en bière du défunt ainsi que la fermeture du cercueil, puis il l'accompagne jusqu’au lieu d’inhumation ou de crémation. Tout au long du convoi, il porte le cercueil (à l'épaule ou au chariot), transporte les fleurs et assiste le maitre de cérémonie.
Le plus souvent, une équipe se compose de quatre porteurs dont un exerce la fonction de chauffeur du corbillard.
Une formation de 16 heures est obligatoire et porte sur la législation et la réglementation funéraire, l’hygiène, la sécurité ainsi que la psychologie du deuil.

### Thanatopracteur
Le thanatopracteur effectue les soins de conservation, l’habillage et la présentation du défunt. Ces soins qui permettent de retarder la dégradation du corps peuvent être recommandés dans le cas d'une présentation à domicile (état du corps, température de la pièce, durée d'attente pour la mise en cercueil, etc.).
En France, un diplôme national est délivré par le Ministère de la Santé à la suite d’une formation de 150 heures et d’une pratique de 100 opérations sous le contrôle d’un tuteur. Cette formation porte sur l’anatomie, la médecine légale, l’hygiène et les sciences humaines de la mort.

### Marbrier
Le marbrier réalise les travaux dans les cimetières. Il ouvre et prépare les concessions en vue des obsèques puis les referme une fois l'inhumation terminée.
Quatre grands types d'ouverture de concession existent : 
- tombale (également appelée Dalle), que l'on fait rouler sur des rondins de bois ;
- porte, où il suffit de retirer le joint de fermeture ;
- porte enterrée ou semi-enterrée, où l'on doit creuser pour dégager la porte puis retirer le joint de fermeture ;
- pleine terre, que l'on doit creuser jusqu'à 1,50 m ou jusqu'au cercueil précédemment inhumé dans l'emplacement.

Après les obsèques, le marbrier peut être amené à graver des inscriptions, choisies par la famille, concernant le défunt sur la stèle.
Il peut également être amené à effectuer des opérations d'exhumation / réduction, dans les cas où :
- la concession choisie pour l'inhumation ne comporte plus aucune place de libre ;
- la famille désire faire des réductions, même si la concession n'est pas pleine, en vue d'une ré-inhumation ou d'une crémation ;
- la famille ne souhaite pas renouveler sa concession qui est alors reprise par la mairie qui fait déplacer les défunts dans l'ossuaire. Dans ce cas, les frais sont pris en charge par la ville ou la commune.

## Législation funéraire française
Depuis la loi n° 93-23 du 8 janvier 1993 relative à la législation dans le domaine funéraire et la Loi n° 2008-1350 du 19 décembre 2008 relative à la législation funéraire, les Français ont une totale liberté de choix pour l'entreprise. Le monopole communal funéraire et ses dérives avaient été dénoncés par les instances européennes.     
Un arrêté du 23 août 2010 a créé un modèle de devis d'obsèques qui doit être respecté par les entreprises funéraires, à partir du 1er janvier 2011.

### Transport avant mise en bière

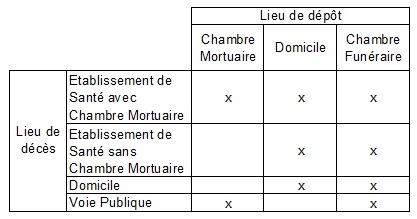

Selon le lieu de son décès, une personne peut être transférée avant mise en bière (sans cercueil) du lieu de décès vers :
- la chambre mortuaire (également appelée amphithéâtre) ;
- le domicile (parfois une maison de retraite, considérée comme domicile) ;
- une chambre funéraire (également appelée salon funéraire, funérarium ou athanée).

Depuis le 1er mars 2011, le transport avant mise en cercueil doit se faire dans les premières 48 heures avec ou sans soins de conservation (injection de formol). Passé ce délai, le transport sera obligatoirement dans un cercueil.
Une chambre mortuaire est une structure, dans le cadre des hôpitaux et des cliniques, qui est destinée à accueillir les défunts entre leur décès et la prise en charge par une entreprise de pompes funèbres.
80 % des décès ayant lieu en établissement de santé, la loi oblige les établissements comptant 200 décès ou plus par an à posséder au moins une cellule réfrigérée. Qu'il y ait ou non une chambre mortuaire dans le centre de soins, il y a gratuité d'hébergement du corps pour les 3 jours qui suivent le décès. Un éventuel transport et séjour dans une chambre mortuaire commune à un autre établissement de santé ou dans une chambre funéraire pour ces trois jours est obligatoirement pris en charge par l'établissement.
La chambre funéraire, toujours située au-dehors des établissements de santé est une structure d'hébergement gérée par une entreprise de pompes funèbres.

### Transport après mise en bière (en cercueil)
Les cercueils peuvent être en bois, panneaux de particules ou carton suivant agrément du Ministère de la Santé.
Une enveloppe hermétique soudée à froid appelée « zinc » (autrefois dans un alliage de plomb et d'étain) est obligatoirement placée dans le cercueil pour :
- un séjour en caveau provisoire de plus de 6 jours (à différencier d'une terre commune de 5 ans) ;
- un transport international par avion ;
- un décès après certaines maladies contagieuses.

### Vacation funéraire
Certaines opérations funéraires font l'objet d'une surveillance par les polices nationale et municipale.
Avant 2010, la police était présente sur les convois funéraires pour vérifier l'identité du défunt et :
- surveiller la pratique des soins de conservation ;
- apposer un bracelet d’identification scellé sur le défunt lorsqu'il quittait la commune ;
- apposer deux scellés (vis de la tête et du pied) sur le cercueil/reliquaire lors d'une crémation et si absence de la famille lors d'un départ avec changement de commune, dans le cas où celle dans laquelle a lieu l'inhumation et (ou) de cérémonie est différentes de celle où a été effectué la mise en bière (texte appliqué depuis avril 2015) ;
- apposer deux scellés (vis de la tête et du pied) sur le cercueil/reliquaire en vue d'une incinération ;
- vérifier les scellés sur le cercueil/reliquaire lors d'une arrivée dans la commune ;
- vérifier les scellés sur le cercueil/reliquaire lors d'une arrivée au crématorium (cette opération était, dans les faits, déjà laissée aux crématistes) ;
- surveiller les exhumations/réductions dans les cimetières.

Les soucis majeurs du manque d'effectif de la police dans chaque ville/secteur pour effectuer ces vacations, et des temps de trajets entre ces dernières, ont conduit en 2010 à la publication d'un décret relatif à la surveillance des opérations funéraires, prenant en application de la loi du 19 décembre 2008 sur la législation funéraire, pour simplifier le régime de surveillance et de vacations funéraires dans les services de police :
- les bracelets d’identification seront désormais posés par les établissements de santé ou les opérateurs funéraires. Un arrêté ministériel sur les caractéristiques des bracelets est annoncé ;
- les soins de thanatopraxie, moulage du corps, transport de corps avant en bière, crémation et arrivée du corps dans la commune n’ont plus à être surveillées.

Le décret liste les seules opérations funéraires devant faire l’objet d’une surveillance et donnant lieu aux vacations funéraires :
- apposer deux scellés (vis de la tête et du pied) sur le cercueil/reliquaire lors d'un départ de la commune (un passage à l'église dans une autre commune avant une inhumation dans la commune de mise en bière n'est pas considéré comme un départ de la commune) ;
- apposer deux scellés (vis de la tête et du pied) sur le cercueil/reliquaire en vue d'une crémation ;
- surveiller les exhumations/réductions dans les cimetières. Les exhumations doivent maintenant être faites «en dehors des heures d’ouverture au public» et non plus «avant 9 heures», comme c’était le cas jusqu’alors.

L'article 15 de la loi n°2015-177 du 16 février 2015 modifie le article L2213-14 du Code général des collectivités territoriales qui dispose désormais que, dans le cas où le corps est transporté hors de la commune de décès ou de dépôt, les opérations de fermeture et de scellement du cercueil s'effectuent sous la responsabilité de l'opérateur funéraire, en présence d'un membre de la famille.

### Réquisition
Les entreprises funéraires peuvent être réquisitionnées par les Officiers de Police Judiciaire pour effectuer des transports de corps dans les cas de :
- décès sur la voie publique, accidentel ou non ;
- décès d'origine criminelle ou considéré comme suspect et nécessitant une autopsie dans un institut médico-légal ;
- décès sans aucune famille identifiée ou présente pour décider du devenir du défunt ;

Le coût de ces opérations étant le plus souvent pris en charge par les finances publiques, les entreprises funéraires encourent une forte amende en cas d'indisponibilité injustifiée durant leur période d'astreinte.

### Destination des cendres
Dans le cas d'une crémation, les cendres sont obligatoirement placées dans une urne cinéraire. Depuis le 1er janvier 2009, à la demande de la personne ayant qualité pour pourvoir aux funérailles, les cendres sont en leur totalité :
- soit conservées dans l'urne cinéraire, qui peut être inhumée dans une sépulture ou déposée dans une case de columbarium ou scellée sur un monument funéraire à l'intérieur d'un cimetière ou d'un site cinéraire ;
- soit dispersées dans un espace aménagé à cet effet d'un cimetière ou d'un site cinéraire ;
- soit dispersées en pleine nature, sauf sur les voies publiques. Dans ce cas, la personne ayant qualité pour pourvoir aux funérailles doit en faire la déclaration à la mairie de la commune du lieu de naissance du défunt. L'identité du défunt ainsi que la date et le lieu de dispersion de ses cendres sont inscrits sur un registre créé à cet effet ;
- soit dispersées en mer au-delà des 300 mètres (loi littoral du 2/01/1986 et article L. 2213-23 du CGCT). Plage, port, chenal d'accès, parc de culture ou d'élevage marin sont exclus ;
- soit immergées dans une urne cinéraire au-delà d'une distance minimum de 3 milles marins — environ 5 km — des côtes (loi littoral du 2/01/1986 et art. L. 2213-23 du CGCT).

### Paiement des frais funéraires
Les dettes funéraires étant de facto contractées post-mortem, elles ne sont pas contractées par le défunt lui même, mais par une autre personne, généralement un membre de la famille. Le législateur prévoit, par les dispositions du code de la consommation, que le signataire du bon de commande doive assumer le paiement de la facture obsèques. 
En l'absence de signataire, il appartient aux obligés alimentaires du défunt d'assumer le paiement de la facture obsèques de celui-ci, et cela , même en présence d'une renonciation à la succession en vertu des dispositions de l'article 806 du code civil.
Dans certains cas cependant, la famille n'est pas sollicitée directement pour le paiement de la facture obsèques, en effet les factures obsèques revêtent d'un caractère prioritaire qui permet aux entreprises de pompes funèbres de se faire payer directement par la banque du défunt à concordance de 5 000 € si toutefois les comptes bancaires de ce dernier sont suffisamment provisionnés (Article L312-1-4 du code monétaire et financier).
Il existe également dans des cas, la présence d'un contrat (assurance décès, contrat obsèques, etc.) dont le capital garanti en cas de décès couvre la facture obsèques.

## Entreprises
En France, deux groupes dominent le secteur : OGF (possédant les Pompes Funèbres Générales) et le fond d'investissement Funecap ayant racheté Roc'Eclerc en 2015 (et possédant également France Obsèques, Lost, Crématoriums de France, Rebillon, PF Pascal Leclerc ...). En parallèle de l'évolution de la société, d'autres acteurs accèdent au marché progressivement.
Le chiffre d’affaires des entreprises du funéraire avoisine les 2,5 milliards d’euros par an. En tant que délégation de service public, les sociétés de pompes funèbres se retrouvent souvent avec une totale liberté par rapport à leurs prix et leurs services. En conséquence, les prix augmentent chaque année, et varient du simple au quadruple. Le coût des obsèques est estimé en moyenne à 3800 euros, qu’il s’agisse d’une inhumation ou d’une crémation.

## Rites par pays
Les rites funéraires varient beaucoup d'un pays à l'autre.
- Aux États-Unis, on expose le défunt de la manière la plus « vivante » possible.

- En Italie, la tradition du deuil, la proximité de la famille et les liens affectifs sont très importants. De plus, pour diverses raisons dont le climat, les personnes qui décèdent en Italie sont souvent inhumées dans les 24 heures à 48 heures. La crémation y est rare.

- En Belgique, trois courants se distinguent :
  - les « Italiens », nombreux dans certaines régions comme le Hainaut oriental (Borinage, La Louvière) et la province de Liège, conservent les traditions de leur pays : une très grande importance est donnée au défunt et le budget qui est attribué aux obsèques est généralement très élevé ;
  - les Wallons, francophones, attachent une importance variable au décès. Généralement le budget est mesuré et la mort revêt une moindre importance que pour la communauté « Italienne » ;
  - les Flamands, néerlandophones, réagissent tout à fait différemment : les funérailles ont en général une importance moindre, le cercueil choisi est bien souvent le moins cher, mais il est fréquent de faire paraître des avis nécrologiques dans de nombreux journaux et de dépenser un budget important pour l'annonce du décès. Après les funérailles, s'ensuit en général une fête ou, tout au moins, une ambiance détendue. Cette tradition est également présente dans les communes du Hainaut limitrophes de la région flamande.
- En Suisse à Genève, le service des pompes funèbres devient un service municipal en 1866 et offre la gratuité des obsèques depuis 1876.